# Felsőhidas
Felsőhidas (1899-ig Felső-Mostyenecz, szlovákul: Horný Moštenec) Vágbeszterce városrésze Szlovákiában, a Zsolnai kerület Vágbesztercei járásában.

## Fekvése
Vágbeszterce központjától 5 km-re délre található.

## Története
A 18. század végén Vályi András így ír róla: „Alsó, és Felső Mostenecz. Két tót falu Trentsén Várm. földes Uraik többek, lakosai külömbfélék, fekszenek Pukóvhoz 3/4 órányira, földgyeik közép termékenységűek, mint vagyonnyaik.”
Fényes Elek 1851-ben kiadott geográfiai szótárában így ír a faluról: „Mosztenecz (Felső), tót falu, Trencsén vmegyében, 315 kath. lak. F. u. többen.”
1910-ben 286, túlnyomórészt szlovák lakosa volt. 1920-ig Trencsén vármegye Vágbesztercei járásához tartozott.
1979-ben csatolták Vágbesztercéhez.

## Lásd még
- Vágbeszterce
- Alsóhidas
- Kisfarkasd
- Milohó
- Nemeskvassó
- Paraznó
- Podmanin
- Sebestyénfalva
- Vágalja
- Vághéve
- Vágváralja
- Vágzsigmondháza